# Walentyna Schewtschenko (Kampfsportlerin)

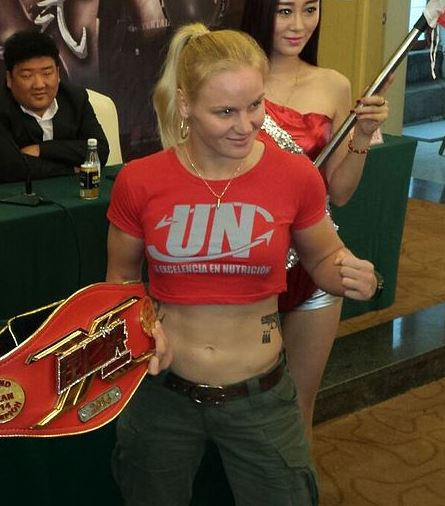
Walentyna Schewtschenko, 2014

Walentyna Anatoljewna Schewtschenko (* 7. März 1988 in Frunse) ist eine kirgisische und peruanische professionelle Mixed-Martial-Arts-Kämpferin und ehemalige Muay-Thai-Kämpferin. Sie konkurriert derzeit im Fliegengewicht der Frauen im Ultimate Fighting Championship (UFC). Dort ist sie die amtierende UFC-Meisterin im Fliegengewicht der Frauen. Seit dem 7. März 2023 liegt sie auf Platz 1 der Fliegengewichts-Rangliste der Frauen und seit dem 22. August 2023 auf Platz 3 der Rangliste aller Frauen im UFC.